# Alexandru Tyroler
Alexandru Sándor Tyroler (ur. 19 października 1891 w Garamszentkereszt, zm. 3 lutego 1973 w Budapeszcie) – rumuński szachista pochodzenia węgierskiego.

## Kariera szachowa
Pochodził z żydowskiej rodziny. W 1912 r. wystąpił w międzynarodowym turnieju w Timisoarze, zajmując V miejsce (m.in. za Gyula Breyerem i Lajosem Asztalosem). W 1920 r. przyjął obywatelstwo rumuńskie, po podpisaniu traktatu w Trianon. W połowie lat 20. awansował do ścisłej krajowej czołówki, trzykrotnie (1926, 1927, 1929) zdobywając tytuły indywidualnego mistrza Rumunii. W swoim dorobku posiadał jeszcze trzy medale mistrzostw kraju: srebrny (1934) oraz dwa brązowe (1930, 1931). W 1928 r. wystąpił w rozegranych w Hadze II amatorskich mistrzostwach świata, zajmując w stawce 16 zawodników przedostatnie miejsce, ale zdobywając cenne remisy ze zwycięzcami turnieju Maxem Euwe i Dawidem Przepiórką. W 1930 r. reprezentował Rumunię na szachowej olimpiadzie w Hamburgu, zdobywając w 6 pkt w 15 partiach.
Według retrospektywnego systemu Chessmetrics, najwyżej sklasyfikowany był w styczniu 1913 r., zajmował wówczas 37. miejsce na świecie.